# Вигарано Мајнарда (Ферара)
Вигарано Мајнарда (итал. Vigarano Mainarda) је насеље у Италији у округу Ферара, региону Емилија-Ромања.
Према процени из 2011. у насељу је живело 3910 становника. Насеље се налази на надморској висини од 15 м.

## Становништво
| 1931. | 1936. | 1951. | 1961. | 1971. | 1981. | 1991. | 2001. | 2011. |
| ----- | ----- | ----- | ----- | ----- | ----- | ----- | ----- | ----- |
| 7.033 | 6.955 | 7.251 | 6.771 | 6.654 | 6.671 | 6.610 | 6.584 | 7.431 |